# Джеймс Мортімер
Джеймс Мортімер (англ. James Henry Gerard Mortimer; 22 квітня 1833, Ричмонд, Вірджинія — 24 лютого 1911, Сан-Себастьян) — американський і британський шахіст, майстер, учасник великої кількості міжнародних турнірів; дипломат, журналіст, літературний критик, драматург.

## Життєпис
Народився у Ричмонді (штат Вірджинія). Закінчив Вірджинський університет. У період з 1855 до 1860 року служив аташе американського посольства у Франції. Багато спілкувався з П. Морфі, коли той приїжджав до Парижа (у тому числі під час матчу Морфі — Андерсен). Нагороджений орденом Почесного легіону.
Дж. Мортімер був прихильником конфедератів. У 1860 році через свої політичні погляди покинув дипломатичну службу й перейшов на журналістську роботу. Після скидання Наполеона III перебрався до Англії, де прожив до кінця життя.
У Лондоні заснував газету «London Figaro». Вона була офіційною газетою уряду Наполеона III у вигнанні. Після смерті Наполеона III у 1873 році продовжив видавати газету. У газеті працював потужний шаховий відділ, яким керував спочатку Й. Левенталь, а після його смерті у 1876 році — В. Стейніц.
1882 року газета опинилася в центрі скандалу, пов'язаного зі звинуваченнями в наклепі. Мортімер отримав три місяці в'язниці, після чого продав газету за борги.
Надалі Мортімер став літературним критиком та драматургом. Він написав понад 30 п'єс, які було поставлено у лондонських театрах.

## Шахова кар'єра
Був досить сильним майстром. Регулярно брав участь у змаганнях. Виступав без особливих успіхів, хоча перемагав світових зірок в окремих партіях. Наприклад, у лондонському турнірі 1883 року виграв у М. Чигоріна і Й. Цукерторта (переможця турніру), у лондонському турнірі 1886 року — у Ж. Таубенгауза, Дж. Мезона, В. Поллока і Е. Шаллоппа, у 1907 році в Остенді — у К. Тартаковера, Є. Зноско-Боровського, Р. Свідерського і Дж. Блекберна.
Написав дві шахові книги, часто публікував статті на шахову тематику.
У 1911 році поїхав кореспондентом на міжнародний турнір у Сан-Себастьяні. Там він застудився, захворів запаленням легенів і помер.

## Внесок у теорію дебютів
Іменем Мортімера названо відгалуження берлінського захисту в іспанській партії, а також атака Мортімера — Фрейзера в гамбіті Еванса.

## Спортивні результати
| Рік         | Місто          | Змагання                                                       | + | −  | =     | Результат | Місце |
| ----------- | -------------- | -------------------------------------------------------------- | - | -- | ----- | --------- | ----- |
| 1867        | Париж          | Матч із С. Розенталем                                          | 2 | 3  | 1     | 2½ : 3½   |       |
| 1883        | Лондон         | Міжнародний турнір                                             | 3 | 23 | 0     | 3 з 26    | 13—14 |
| 1885        | Лондон         | 1-й конгрес Британської шахової федерації                      |   |    |       | 6 з 15    | 10—11 |
| 1886        | Лондон         | 2-й конгрес Британської шахової федерації                      |   |    |       | 4 з 12    | 11    |
| 1887        | Лондон         | 3-й конгрес Британської шахової федерації                      | 0 | 9  | 0     | 0 з 9     | 10    |
| 1888        | Бредфорд       | Міжнародний турнір (4-й конгрес Британської шахової федерації) | 5 | 10 | 1     | 5½ з 16   | 13    |
|             | Лондон         | Турнір ресторану «Сімпсон-диван»                               |   |    |       |           | 7—8   |
| 1889        | Лондон         | 5-й конгрес Британської шахової федерації                      |   |    |       | 3 з 10    | 10    |
| 1890        | Манчестер      | Міжнародний турнір (6-й конгрес Британської шахової федерації) | 7 | 9  | 3     | 8½ з 19   | 14    |
| 1891        | Лондон         | Літній турнір ресторану «Сімпсон-диван»                        |   |    |       | 5½ з 9    | 4     |
|             | Лондон         | Зимовий турнір ресторану «Сімпсон-диван»                       |   |    |       | 4 з 9     | 6—9   |
| 1892        | Лондон         | Міжнародний турнір (7-й конгрес Британської шахової федерації) | 2 | 6  | 3     | 3½ з 11   | 12    |
| 1896        | Лондон         | Турнір англійських майстрів                                    |   |    |       | 4 з 11    | 8—11  |
| 1900        | Лондон         | Турнір ресторану «Сімпсон-диван»                               | 0 | 3  | 1     | ½ з 4     | 5     |
|             | Париж          | Міжнародний турнір                                             | 2 | 14 | 0 (1) | 2 з 16    | 15    |
| 1901        | Фолкстон       | Турнір англійських майстрів                                    |   |    |       | 2 з 5     | 3—5   |
| 1902        | Монте-Карло    | Міжнародний турнір                                             | 1 | 18 | 0     | 1 з 19    | 20    |
|             | Норідж         | Чемпіонат Англії серед аматорів                                |   |    |       | 2½ з 11   | 10—11 |
|             | Танбридж-Уеллс | Турнір англійських майстрів                                    |   |    |       | 4 з 9     | 7     |
| 1903        | Кентербері     | Турнір англійських майстрів                                    |   |    |       | 4 з 8     | 5     |
|             | Плімут         | Турнір англійських майстрів (секція 2)                         |   |    |       | 4½ з 8    | 3—4   |
| 1904        | Брайтон        | Турнір англійських майстрів                                    |   |    |       | 5 з 8     | 4     |
|             | Лондон         | Міжнародний турнір                                             |   |    |       | 4 з 16    | 17    |
|             | Лондон         | Тематичний гамбітний турнір                                    | 2 | 13 | 1     | 2½ з 16   | 9     |
| 1907        | Остенде        | Міжнародний турнір                                             | 4 | 22 | 2     | 5 з 28    | 29    |
| 1907 / 1908 | Лондон         | Чемпіонат Лондона                                              |   |    |       | 10 з 19   | 8—10  |
| 1909 / 1910 | Лондон         | Чемпіонат Лондона                                              |   |    |       | 6 з 17    | 15    |
| 1910        | Париж          | Міжнародний турнір                                             |   |    |       | 2½ з 16   | 16    |
| 1910 / 1911 | Лондон         | Чемпіонат Лондона                                              |   |    |       | 2½ з 16   | 16    |